# Борнгаупт Федір Карлович
Фе́дір Ка́рлович Борнгаупт (1842—1905) — хірург, доктор медичних наук (1867), професор хірургічної кафедри Київського університету (1883—1903). Вчитель та науковий керівник багатьох відомих українських хірургів.

## Біографія
Народився 24 червня 1842 року в м. Ризі в сім'ї директора приватного навчального закладу. Навчався у Ризькій класичній гімназії. 1867 року закінчив медичний факультет Дерптського університету. Того ж року захистив дисертацію з ембріології.
До 1870 року займався приватною практикою в Санкт-Петербурзі, Псковській і Оренбурзькій губерніях. У 1870 року його призначено дільничним лікарем другого Башкирського медичного училища у Верхньоуральську, в 1873 році — старшим лікарем Оренбурзької міської лікарні.
Коли почалась російсько-османська війна за звільнення Болгарії, працював військовим хірургом на посаді старшого ординатора-хірурга 51-го Військово-тимчасового госпіталю впродовж 1877—1878 років. Надавав допомогу пораненим і в інших госпіталях, розміщених у Тифлісі, Сурамі, Александрополі і Кутаїсі.
1879 року відряджений, згідно з вибором Військово-медичного Вченого комітету, на два роки за казенний кошт за кордон, де вивчав хірургію й патологічну анатомію в німецького професора Р. Фолькмана.
У 1882 році затверджений консультантом першого Тифліського госпіталю.
24 травня 1883 році обраний Радою Університету святого Володимира екстраординарним професором по кафедрі хірургії з госпітальною клінікою. Кафедру очолював до 1903 року, передавши її та клініку своєму учню М. М. Волковичу.
В останні роки життя хворів на туберкульоз легень. Помер 10 березня 1905 р. при дуже обмежених матеріальних засобах. Похований у Києві на Аскольдовій могилі під одним із дочкою красивим пам'ятником з мармуру, котрий був замовлений ним за особистим малюнком задовго до смерті.

## Наукова та практична діяльність
Ф. К. Борнгаупт сприяв широкому впровадженню антисептиків у хірургічну практику. Один із перших почав виконувати в Києві повну резекцію щелепи. Запропонував новий шов у хірургії сечового міхура.

## Нагороди
Нагороджений бронзовою медаллю в пам'ять Російсько-османської війни 1877—1878 років, знаком Червоного Хреста та орденами Святої Анни 3-го і 2-го ступенів, святого Станіслава 2-го ступеня, святого Володимира 4-го ступеня.